# QB50P1
QB50P1, conosciuto anche come EO-79 o EUROPEAN OSCAR-79, è stato il primo satellite belga insieme al QB50P2, lanciato contemporaneamente. I due satelliti costituivano i prototipi del progetto QB50.
Il satellite, del tipo CubeSat, è stato realizzato dall'azienda olandese ISISPACE su progetto del von Karman Institute for Fluid Dynamics. Il lancio è stato effettuato il 19 giugno 2014 dal cosmodromo di Dombarovskij con un razzo vettore Dnepr.
Il satellite, posto in orbita eliosincrona, aveva a bordo un transponder per comunicazioni con i radioamatori, alcune attrezzature per lo studio della bassa atmosfera terrestre e una termocoppia per misure della temperatura. QB50P1 aveva inoltre lo scopo di provare i sistemi progettati per i futuri satelliti del progetto QB50, con particolare riguardo al sistema di controllo di assetto del satellite e al software di controllo satellitare. Il satellite è stato pienamente operativo fino al dicembre 2016: nel maggio 2019 ha inviato l'ultimo rapporto, ma senza dati o con dati incomprensibili.